# 佩里尼拉罗斯
佩里尼拉罗斯（法語：Périgny-la-Rose，法語發音：[peʁiɲi la ʁoz]）是法国奥布省的一个市镇，属于塞纳河畔诺让区。

## 地理
佩里尼拉罗斯（48°32'59"N, 3°37'32"E）面积6.86 平方千米，位于法国大東部大區奥布省，该省份为法国中北部省份，北起马恩省，西接塞纳-马恩省，西南至约讷省，东南至科多尔省，东临上马恩省。
与佩里尼拉罗斯接壤的市镇（或旧市镇、城区）包括：克朗塞、塞纳河桥村、沙特洛新城、埃克拉沃勒-吕雷、蒙热诺、波唐日。

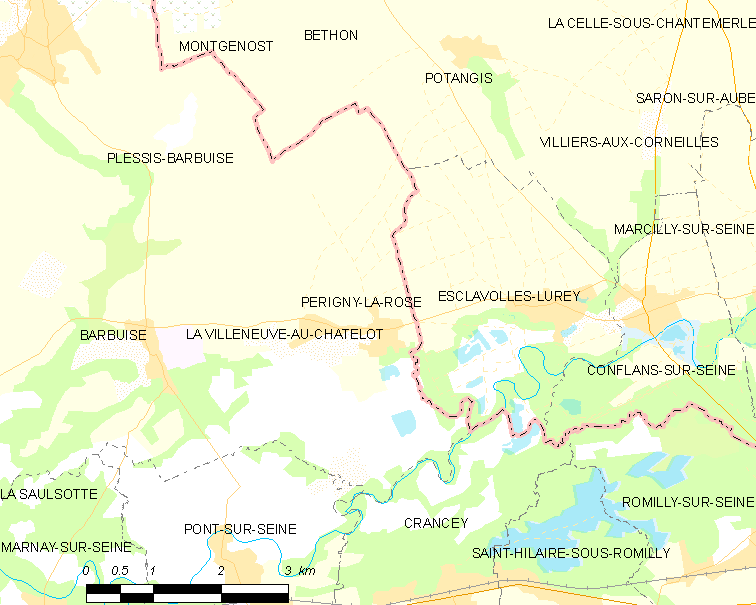
佩里尼拉罗斯的OSM定位图

佩里尼拉罗斯的时区为UTC+01:00、UTC+02:00（夏令时）。

## 行政
佩里尼拉罗斯的邮政编码为10400，INSEE市镇编码为10284。

## 政治
佩里尼拉罗斯所属的省级选区为塞纳河畔诺让县。

## 人口

1962-2008年间佩里尼拉罗斯人口变化图示

佩里尼拉罗斯于2022年1月1日时的人口数量为160人。